# Doliporus
Als Doliporus (Plural: Doliporen) bezeichnet man eine Form von Pore (Porus) in der Querwand (Septum) der Hyphen vieler Ständerpilzen (Basidiomycota) mit beidseitigen, meist krugförmigen und charakteristischen Ausstülpungen. Das Septum ist um den Porus herum zu einem kurzen Röhrchen erweitert. Der Septenporus wird meist von einer Membranverdickung umschlossen, die als Dolium bezeichnet wird. Die Doliporen sind 0,1 bis 0,2 μm groß. Auf beiden Seiten eines Doliporus können membranöse Kappen liegen, die Parenthosomen genannt werden. Die Parenthosomen sind eine Ausstülpung des endoplasmatischen Reticulums.  Rostpilze (Pucciniales) und Brandpilze (Ustilaginomycotina) bilden keine Parenthosomen.
Das Vorhandensein eines doliporen Septums ist ein wesentlicher Unterschied zwischen den Hyphen der Ständerpilze und der Schlauchpilze (Ascomycota), die ein einfaches Septum mit kreisförmigen Öffnungen aufweisen.